# John Grant (Sänger)
John William Grant (* 25. Juli 1968) ist ein US-amerikanischer Sänger und Songwriter. Er ist ehemaliges Mitglied der Band The Czars und begann 2010 eine Solokarriere.

## Biografie
Grant wurde in Buchanan, Michigan geboren und zog im Alter von zwölf Jahren nach Parker in Colorado. Er wurde durch viele Musiker inspiriert, deren Musik er in seiner Kindheit hörte, wie zum Beispiel ABBA, Supertramp, Nina Hagen und The Carpenters. Er lernte früh Klavierspielen und sang jahrelang im Kirchenchor.
Nach Abschluss der High School lebte Grant ein Jahr lang in Heidelberg und studierte danach Deutsch und Russisch an der Fakultät für Translations-, Sprach- und Kulturwissenschaften der Johannes-Gutenberg-Universität Mainz in Germersheim. Er merkte allerdings, dass seine Deutschkenntnisse nicht gut genug waren, um Dolmetscher zu werden. Als seine Mutter an Lungenkrebs erkrankte, kehrte er zurück in die USA.
Dort gründete er zusammen mit Chris Pearson die Band The Czars, die jedoch wenig kommerziellen Erfolg hatte und sich nach zehn Jahren und sieben veröffentlichten Studioalben wieder auflöste.
Grant zog nach New York, wo er zwei Jahre Russian Medical Interpreting an der New York University studierte und danach anfing, als Krankenhausdolmetscher zu arbeiten. Nebenbei kellnerte er im renommierten Restaurant Gramercy Tavern.
2008 luden ihn die Mitglieder der Band Midlake in ihr Studio nach Denton, Texas ein, nachdem sie Grant live singen gehört hatten. Er nahm das Angebot an und nahm mit ihrer Unterstützung sein Debütalbum Queen Of Denmark auf. Es wurde am 19. April 2010 von der Plattenfirma Bella Union veröffentlicht. Das Album erhielt sehr gute Kritiken und wurde von der Musikzeitschrift Mojo zum besten Album des Jahres 2010 ernannt. Die Songs Marz und TC and Honeybear wurden im Film Weekend verwendet. Außerdem coverte Sinéad O’Connor den Song Queen Of Denmark auf ihrem Album  How About I Be Me (And You Be You)?.
2011 trat Grant auf dem Iceland Airwaves Festival in Reykjavík auf und während einer späteren Reise nach Island lernte er Birgir Þórarinsson, a.k.a. Biggi Veira, Mitglied des Musikprojekts GusGus kennen. Er lud Grant in sein Studio in Reykjavík ein, wo sie zwei Songs aufnahmen. Diese überzeugten ihn davon, sein zweites Album, nicht wie vorher geplant, wieder in Texas mit Unterstützung von Midlake, sondern zusammen mit Biggi Veira aufzunehmen.
Sein zweites Album „Pale Green Ghosts“ erschien am 11. März 2013. Außerdem übersetzte er Ásgeir Traustis isländischsprachiges Album Dýrð í dauðaþögn, sodass das englischsprachige Album In the silence im Oktober 2013 erschien. Grant spielt auch im Musikvideo zu King and Cross, einem Titel aus dem Album, mit.
Im 2015 bei Bella Union herausgekommenen Album Grey Tickles, Black Pressure treffen elektronische auf akustische Instrumente, elegische Balladen stehen neben Uptempo-Titeln mit sarkastisch-lustigen Texten. Es gibt darauf je ein Gastauftritt-Duett mit Amanda Palmer und Tracey Thorn.

## Persönliches
Grant lebt seine schwule Orientierung mittlerweile offen, hatte aber vor allem in seiner Kindheit und Jugend Probleme damit, seine Homosexualität zu akzeptieren, weil er in einem streng religiösen Haushalt aufwuchs. Viele seiner Songs handeln von zerbrochenen Beziehungen und von seinem Problem, sich selbst zu akzeptieren. Er kämpfte jahrelang mit Drogen- und Alkoholabhängigkeit, ist heute aber clean und trocken.
Bei einem Live-Auftritt mit der Band Hercules and Love Affair auf dem Meltdown Festival 2012, machte Grant öffentlich bekannt, dass er HIV-positiv ist. Dieses Thema wird auch in seinem Song Ernest Borgnine behandelt.
Grant ist polyglott, er spricht unter anderem Englisch, Russisch, Deutsch, Spanisch, Französisch und Isländisch.
Derzeit lebt Grant in Reykjavík.

## Diskografie

### Alben
mit The Czars
- 1996: Moodswing
- 1997: The La Brea Tar Pits of Routine
- 2000: Before…But Longer
- 2001: The Ugly People vs. the Beautiful People
- 2004: Goodbye
- 2005: Sorry I Made You Cry

Solo
- 2010: Queen Of Denmark
- 2013: Pale Green Ghosts
- 2015: Live in Concert (mit dem BBC Philharmonic Orchestra)
- 2015: Grey Tickles, Black Pressure
- 2018: Love Is Magic
- 2021: Boy from Michigan
- 2024: The Art Of The Lie